# Municipio de South Detroit
El municipio de South Detroit (en inglés: South Detroit Township) es un municipio ubicado en el condado de Brown en el estado estadounidense de Dakota del Sur. En el año 2010 tenía una población de 65 habitantes y una densidad poblacional de 0,69 personas por km².

## Geografía
El municipio de South Detroit se encuentra ubicado en las coordenadas 45°43′5″N 98°3′36″O / 45.71806, -98.06000. Según la Oficina del Censo de los Estados Unidos, el municipio tiene una superficie total de 93.8 km², de la cual 93,78 km² corresponden a tierra firme y (0,02 %) 0,02 km² es agua.

## Demografía
Según el censo de 2010, había 65 personas residiendo en el municipio de South Detroit. La densidad de población era de 0,69 hab./km². De los 65 habitantes, el municipio de South Detroit estaba compuesto por el 98,46 % blancos y el 1,54 % eran de una mezcla de razas. Del total de la población el 0 % eran hispanos o latinos de cualquier raza.